# Caroline Mikkelsen
Caroline Mikkelsen (20 de noviembre de 1906 - 15 de septiembre de 1998) fue la primera mujer en pisar la Antártida. Había nacido en Dinamarca.

## Biografía
En el invierno de 1934-1935, acompañó a su esposo, el capitán noruego Klarius Mikkelsen, en una expedición financiada por Lars Christensen, un magnate de la pesca y la caza de ballenas, cuyo objetivo era encontrar tierras antárticas que pudieran anexionarse a Noruega. Se embarcaron en el buque M/S Thorshavn.
El 20 de febrero de 1935, la expedición desembarcó en las colinas Vestfold cerca de lo que hoy es la estación Davis. Mikkelsen bajó del barco y participó en la construcción de un cairn conmemorativo.
El monte Caroline Mikkelsen, también identificado como ID No 117379, en la gaceta rusa fue nombrado en su honor.

### Duda sobre hechos históricos
En 1998, tres investigadores australianos publicaron varios artículos donde expresan dudas sobre las afirmaciones que la expedición financiada por Christensen, y por lo tanto Mikkelsen hubieran desembarcado en el continente antártico (en vez de en una isla). En su estudio, concluían que la expedición de Mikkelsen había desembarcado en las islas Tryne, a unos cinco kilómetros, donde aun puede verse el memorial construido por la exploradora. Desde entonces se considera a Mikkelsen la primera mujer en pisar la Antártida, y a Ingrid Christiansen, que había navegado junto a su marido Lars Christensen, durante meses por aguas antáticas, la primera mujer en llegar al continente antártico.